# Liste der Stolpersteine in Brauneberg
In der Liste der Stolpersteine in Brauneberg werden die vorhandenen Gedenksteine aufgeführt, die im Rahmen des Projektes Stolpersteine des Künstlers Gunter Demnig in Brauneberg bisher verlegt worden sind.

Hinweis: Die Liste ist sortierbar. Durch Anklicken eines Spaltenkopfes wird die Liste nach dieser Spalte sortiert, zweimaliges Anklicken kehrt die Sortierung um. Durch das Anklicken zweier Spalten hintereinander lässt sich jede gewünschte Kombination erzielen.

## Verlegte Stolpersteine
Info: Texte der Inschriften sind nicht korrekt oder unvollständig und werden zurzeit geprüft.
| Bild | Person / Inschrift | Adresse               | Verlegedatum | Zusätzliche Informationen |
| --- | --- | --------------------- | ------------ | ------------------------- |
| Bild gesucht Die Wikipedia wünscht sich an dieser Stelle ein Bild vom Ort mit diesen Koordinaten 49.9081634 6.9823091 . Motiv: Stolperstein Max Maier Falls du dabei helfen möchtest, erklärt die Anleitung , wie das geht. BW              | Hier wohnte Max Maier Jg. 1879 deportiert 1941 Lodz/Litzmannstadt                                                          | Moselweinstraße 97 ·  | 6. Sep. 2022 | [ 1 ]                     |
| Bild gesucht Die Wikipedia wünscht sich an dieser Stelle ein Bild vom hier behandelten Ort. Falls du dabei helfen möchtest, erklärt die Anleitung , wie das geht. BW                                                                        | Hier wohnte Johanna Maier geb. Blum Jg. 1872 deportiert 1941 Lodz/Litzmannstadt ermordet                                   | Moselweinstraße 97 ·  | 6. Sep. 2022 | [ 2 ]                     |
| Bild gesucht Die Wikipedia wünscht sich an dieser Stelle ein Bild vom Ort mit diesen Koordinaten 49.9083137 6.9830246 . Motiv: Stolperstein Ernst Mayer Falls du dabei helfen möchtest, erklärt die Anleitung , wie das geht. BW            | Hier wohnte Ernst Mayer Jg. 1891 Flucht 1939 Frankreich Schicksal unbekannt                                                | Moselweinstraße 101 · | 6. Sep. 2022 |                           |
| Bild gesucht Die Wikipedia wünscht sich an dieser Stelle ein Bild vom Ort mit diesen Koordinaten 49.908314 6.9830272 . Motiv: Stolperstein Regina Mayer geb. Marx Falls du dabei helfen möchtest, erklärt die Anleitung , wie das geht. BW  | Hier wohnte Regina Mayer geb. Marx Jg. 1893 Flucht 1939 Frankreich interniert Drancy deportiert 1944 ermordet in Auschwitz | Moselweinstraße 101 · | 6. Sep. 2022 | [ 3 ]                     |
| Bild gesucht Die Wikipedia wünscht sich an dieser Stelle ein Bild vom Ort mit diesen Koordinaten 49.9083144 6.9830298 . Motiv: Stolperstein Maxel Mayer Falls du dabei helfen möchtest, erklärt die Anleitung , wie das geht. BW            | Hier wohnte Maxel Mayer Jg. 1925 Flucht 1939 Frankreich interniert Drancy deportiert 1944 ermordet in Auschwitz            | Moselweinstraße 101 · | 6. Sep. 2022 | [ 4 ]                     |
| Bild gesucht Die Wikipedia wünscht sich an dieser Stelle ein Bild vom Ort mit diesen Koordinaten 49.9084655 6.9837615 . Motiv: Stolperstein Regina Braun Falls du dabei helfen möchtest, erklärt die Anleitung , wie das geht. BW           | Hier wohnte Regina Braun Jg. 1882 deportiert 1941 Lodz/Litzmannstadt ermordet                                              | Moselweinstraße 107 · | 6. Sep. 2022 | [ 5 ]                     |
| Bild gesucht Die Wikipedia wünscht sich an dieser Stelle ein Bild vom Ort mit diesen Koordinaten 49.9096213 6.9888389 . Motiv: Stolperstein Ludwig Meyer Falls du dabei helfen möchtest, erklärt die Anleitung , wie das geht. BW           | Hier wohnte Ludwig Meyer Jg 1902 deportiert 1941 Lodz/Litzmannstadt 1942 Chelmno/Kulmhof ermordet Sept. 1942               | Moselweinstraße 156 · | 6. Sep. 2022 | [ 6 ]                     |
| Bild gesucht Die Wikipedia wünscht sich an dieser Stelle ein Bild vom Ort mit diesen Koordinaten 49.9096203 6.9888362 . Motiv: Stolperstein Hedwig Meyer geb. Kahn Falls du dabei helfen möchtest, erklärt die Anleitung , wie das geht. BW | Hier wohnte Hedwig Meyer geb. Kahn Jg. 1906 deportiert 1941 Lodz/Litzmannstadt ermordet                                    | Moselweinstraße 156 · | 6. Sep. 2022 | [ 7 ]                     |
| Bild gesucht Die Wikipedia wünscht sich an dieser Stelle ein Bild vom Ort mit diesen Koordinaten 49.9096228 6.9888378 . Motiv: Stolperstein Horst Dieter Meyer Falls du dabei helfen möchtest, erklärt die Anleitung , wie das geht. BW     | Hier wohnte Horst Dieter Meyer Jg.1930 deportiert 1941 Lodz/Litzmannstadt ermordet                                         | Moselweinstraße 156 · | 6. Sep. 2022 | [ 8 ]                     |
| Bild gesucht Die Wikipedia wünscht sich an dieser Stelle ein Bild vom Ort mit diesen Koordinaten 49.9096221 6.9888346 . Motiv: Stolperstein Inge Lore Meyer Falls du dabei helfen möchtest, erklärt die Anleitung , wie das geht. BW        | Hier wohnte Inge Lore Meyer Jg. 1931 deportiert 1941 Lodz/Litzmannstadt ermordet 9.8.1942                                  | Moselweinstraße 156 · | 6. Sep. 2022 | [ 9 ]                     |